# نينورتا أبال إيكور
نينورتا أبال إيكور هو ملك آشور من القرن 12 ق م، حسب قائمة ملوك آشور ذكرت أنه حكم لمدة 3 سنوات، من سنة 1182 إلى سنة 1179 ق م. خلف الحكم من إنليل خذرصر، ضعفت آشور في عصره وتمكن البابليين من السيطرة على عدة مدن في آشور. خلفه في الحكم إبنه آشور دان الأول.